# Championnat du monde masculin de curling 2015
Navigation
Édition précédente Édition suivante
Le championnat du monde de curling masculin 2015, cinquante-septième édition des championnats du monde de curling, a lieu du 28 mars au 5 avril 2015 au Halifax Metro Centre, à Halifax, au Canada.

## Classement final
| P                         | Équipe     | V  | D |
| ------------------------- | ---------- | -- | - |
| Médaille d'or, monde      | Norvège    | 10 | 1 |
| Médaille d'argent, monde  | Canada     | 10 | 1 |
| Médaille de bronze, monde | Suède      | 8  | 3 |
| 4                         | Finlande   | 6  | 5 |
| 5                         | États-Unis | 6  | 5 |
| 6                         | Japon      | 5  | 6 |
| 7                         | Suisse     | 5  | 6 |
| 8                         | Chine      | 4  | 7 |
| 9                         | Tchéquie   | 4  | 7 |
| 10                        | Italie     | 3  | 8 |
| 11                        | Écosse     | 3  | 8 |
| 12                        | Russie     | 2  | 9 |